# Riachão do Poço
Riachão do Poço là một đô thị thuộc bang Paraíba, Brasil. Đô thị này có diện tích 39,067 km², dân số năm 2007 là 4460 người, mật độ 114,2 người/km².